# تشیگاهارا هیروشی
تشیگاهارا هیروشی (به ژاپنی: 勅使河原 宏) (به انگلیسی: Teshigahara Hiroshi) (۲۸ ژانویه ۱۹۲۷ – ۱۴ آوریل ۲۰۰۱) کارگردان آوانگارد ژاپنی بود.

## زندگی و حرفه
تشیگاهارا در توکیو به دنیا آمد. او پسر سوفو تشیگاهارا، بنیان‌گذار و رئیس مدرسه هنر ایکبانا بود. او در سال ۱۹۵۰ از دانشگاه ملی هنرهای زیبا و موسیقی توکیو فارغ‌التحصیل شد. تشیگاهارا در سال ۱۹۶۲ فیلم تله را که نخستین همکاری‌اش با کوبو آبه نویسنده و تورو تاکمیتسو آهنگساز به‌شمار می‌رفت، کارگردانی کرد. این فیلم برنده جایزه کارگردان جدید ان‌اچ‌کی شد. همکاری با آبه و تاکمیتسو را در طول دهه ۱۹۶۰ میلادی ادامه داد. او در عین حال به‌صورت حرفه‌ای به دو علاقه‌مندی دیگرش یعنی ایکبانا (هنر گل‌آرایی ژاپنی) و مجسمه‌سازی نیز می‌پرداخت.
در سال ۱۹۶۴، دیگر ساخته او با همکاری آبه و تاکمیتسو به‌نام زن در ریگ روان در اسکار مورد توجه قرار گرفت و در جشنواره فیلم کن موفق به دریافت جایزه ویژه هیئت داوران شد.

## بخشی از فیلم‌شناسی
- خوزه تورس (۱۹۵۹)
- تله (۱۹۶۲)
- زن در ریگ روان (۱۹۶۴)
- چهره دیگری (۱۹۶۶)
- نقشه تباه‌شده (۱۹۶۸)
- سربازان تابستان (۱۹۷۲)
- آنتونی گادی (۱۹۸۴)
- ریکیو (۱۹۸۹)
- شاهدخت گوه (۱۹۹۲)